# Базанит
Базанит је магматска, вулканска (ефузивна) стена са афанатичном до порфирском структуром.

## Минерални састав
Минерални састав базанита карактерише велика количина фелдспатоида (нефелина или леуцита), плагиокласа и аугита, као и оливин. У мањој мери су присутни гвожђевито-титански оксиди као што су илменит и магнетит - улвоспинел. Некада могу бити присутни и алкални фелдспати, што је предвиђено позицијом базанита на QAPF дијаграму. Клинопироксен (аугит) и оливин се обично јављају и као фенокристали и у оквиру матрикса стене. Аугит садржи значајно веће количине титанијума, алуминијума и натријума, него што је то случај код типичних толеитских базалта. Кварц је одсутан, као и ортопироксени и пижонит.

## Геохемија
Хемијски гледано, базанити садрже мале количине силицијум-диоксида (42 до 45% SiO2) и велике количине алкалија (3 до 5,5% Na2 и 2O) у поређењу са базалтима, који обично садрже више силицијум-диоксида. Нефелинит је чак богатији натријумовим и калијумовим оксидима, у поређењу са силицијум-диоксидом.

## Геодинамичка подручја настанка
Базанити настају и на континентима и на океанским острвима. На пример, заједно са базалтима, могу бити продукт вулканизма везаног за вруће тачке на Хавајским и Коморским острвима. У источној Србији, базанити су настали у току завршног процеса плитке субдукције Вардарског океана (Тетиса) под европски континент.